# Tallagespa

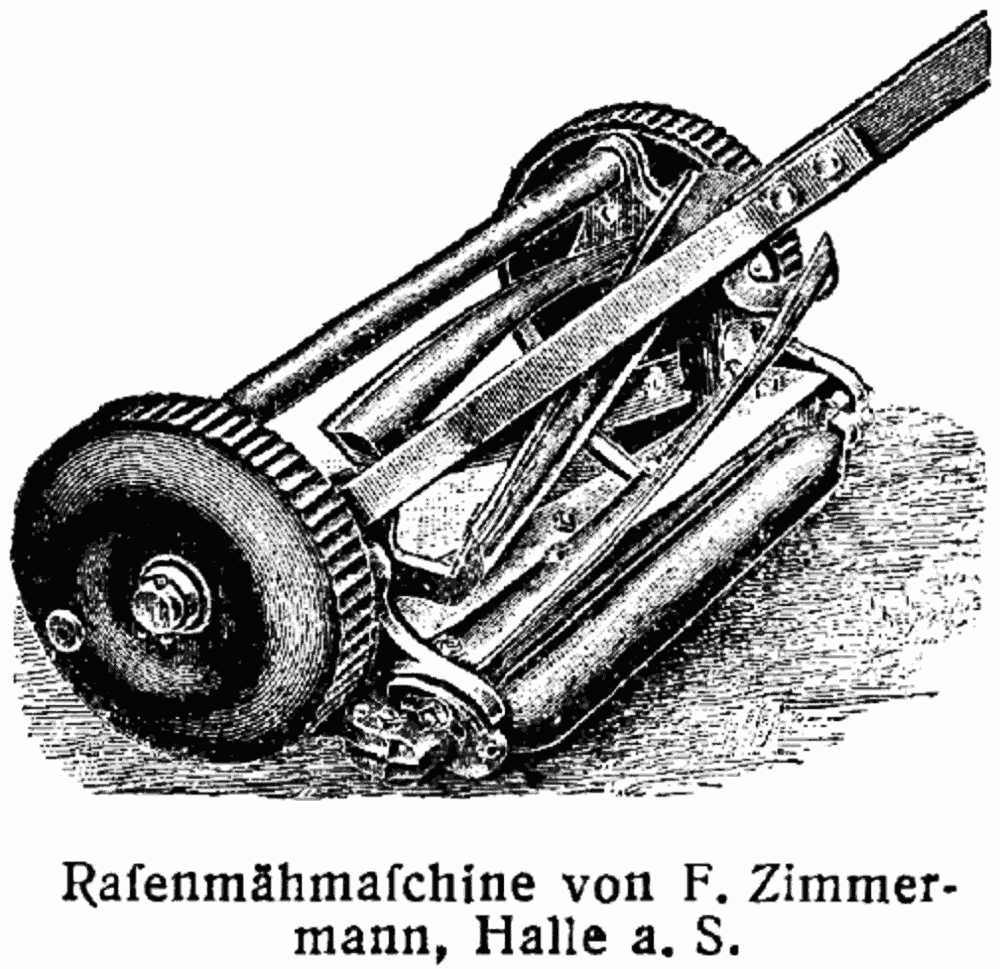
Fulles d'un tallagespa manual.

Un  tallagespa, talladora de gespa o màquina de tallar la gespa és una màquina, manual o motoritzada, usada per retallar la gespa dels jardins, camps esportius, etcètera, de manera que s'obtingui una catifa d'herba d'alçada uniforme.
L'alçada de la gespa tallada es pot fixar pel disseny de la segadora, però generalment és ajustable per l'operador, normalment amb una sola palanca o mitjançant un caragol a cadascuna de les rodes de la màquina. Les fulles poden ser accionades per força manual, amb rodes connectades mecànicament a les fulles de tall de manera que quan la segadora s'empeny cap endavant, les fulles giren o la màquina pot tenir un motor elèctric alimentat per bateries o endollable. La font d'energia autònoma més comuna per a talladores de gespa és un motor de combustió interna petit (normalment d'un cilindre). Les segadores més petites sovint no tenen cap forma de propulsió, i requereixen poder humà per moure's sobre una superfície; Les segadores de "caminar per darrere" són autopropulsades, i només requereixen que un humà camini darrere i les guiï. Els tallagespes més grans solen ser de tipus autopropulsat o, més sovint, són segadores de gespa amb cotxe, equipats perquè l'operador pugui muntar-lo i controlar-lo. Un tallagespa robòtic ("bot de talla de gespa", "mowbot", etc.) està dissenyat per funcionar completament per si sol o amb menys freqüència per un operador mitjançant un control remot.
A les talladores de gespa s'utilitzen dos estils principals de fulles. Les talladores de gespa que utilitzen una sola fulla que gira al voltant d'un únic eix vertical es coneixen com a segadores rotatives, mentre que les que utilitzen una barra de tall i un conjunt de fulles múltiples que gira al voltant d'un únic eix horitzontal es coneixen com a segadores de cilindre o de bobina (tot i que en algunes versions, la barra de tall és l'única fulla, i el conjunt giratori consisteix en peces metàl·liques planes que forcen les fulles d'herba contra la barra de tall afilada).
Hi ha diversos tipus de tallagespes, cadascuna s'adapta a una escala i un propòsit particulars. Els tipus més petits, segadores d'empenta sense motor, són adequats per a jardins residencials petits. Per a jardins residencials més grans s'utilitzen segadores elèctriques o amb motor de pistó. Els tallagespes muntats, que de vegades s'assemblen a tractors petits, són més grans que les segadores d'empenta i són adequades per a superfícies grans, tot i que les segadores de gespa comercials (com les segadores de gir zero) poden ser tipus "de peu" i sovint tenen poca semblança amb els tipus tractors residencials, dissenyats per tallar grans superfícies a gran velocitat en el menor temps possible. Les segadores de múltiples bandes (multipalmes) més grans van muntades en tractors i s'han concebut per a grans extensions de gespa com camps de golf i parcs municipals, tot i que no són adequades per a terrenys complexos.

## Història
La idea d'una màquina per tallar herba va ser concebuda a Gloucestershire (Anglaterra) el 1830 per l'enginyer independent Edwin Beard Budding, antic fuster a Chalford. Probaiblement, es va inspirar en el tallador rotatori dissenyat per a tallar la pelussa de la llana teixida al molí de Brinscomb. El tallagespa de Budding va ser dissenyat principalment per a tallar la gespa dels camps esportius i els jardins extensos com a alternativa superior a la dalla. La seva patent del 25 octubre de 1830 descrivia «una nova combinació i aplicació de la maquinària amb l'objecte de arranar o tallar les superfícies vegetals de gespa, herba i camps.» La patent afirma també que «els cavallers trobaran la utilitat de la meva màquina realitzant un exercici entretenidor, útil i saludable.»

## Tipus de tallagespa

### Manuals
Els tallagespes manuals són aquells que no porten cap mena de motor i només amb l'empenta física de l'operari es produeix el moviment circular de les fulles, normalment helicoïdals d'eix horitzontal, que tallen la gespa. Són màquines lleugeres, però el seu inconvenient és la necessitat de repassar diverses vegades el terreny.

### Elèctrics
Un tallagespa elèctric porta instal·lat un motor elèctric per moure la fulla rotativa d'eix vertical que porta instal·lada a la part de baix. Els més usuals es connecten a la xarxa mitjançant una connexió de cable, sent aquest un problema en fer els girs. A més, estan limitats per la distància, ja que sense un allargador no s'arriba gaire lluny. Així mateix, resulta perillós si la ganiveta arriba a tocar accidentalment el cable. Aquestes talladores de gespa, d'empenta manual, estan equipades amb motors de 750 a 1800 W i, segons la potència del motor, tenen una amplada de tall que va dels 30 als 50 cm. Es recomanen per a jardins de no més de 500 m² de gespa.
Hi ha tallagespes moderns que utilitzen bateries, eliminant així els inconvenients de lús del cable.

#### De benzina

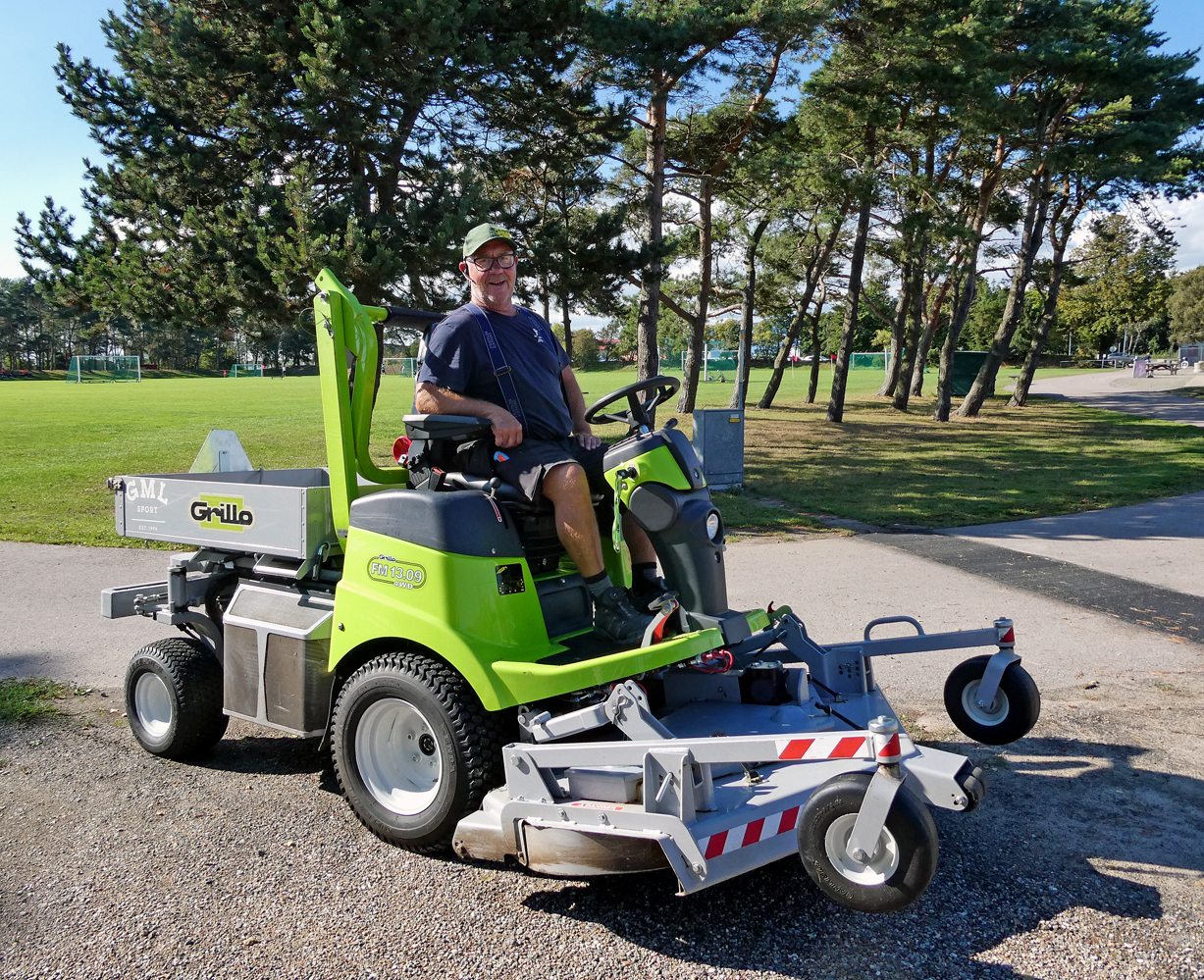
Talladora de gespa tipus minitractor.

Aquestes màquines d'empenta manual són molt efectius en jardins de 400 m² a 1000 m². La seva autonomia va lligada a la capacitat dels tancs de combustible. El seu inconvenient més gran és la del manteniment del motor, ja que necessiten canvis periòdics d'oli o neteges perquè durin. Compten generalment amb motors de cicle Otto de 5 a 12 CV (3,5-9 kW) i abasten una amplada de tall de 50 a 100 cm. Amb una amplada de tall de 75 cm poden tallar 1000 m² al voltant de mitja hora.

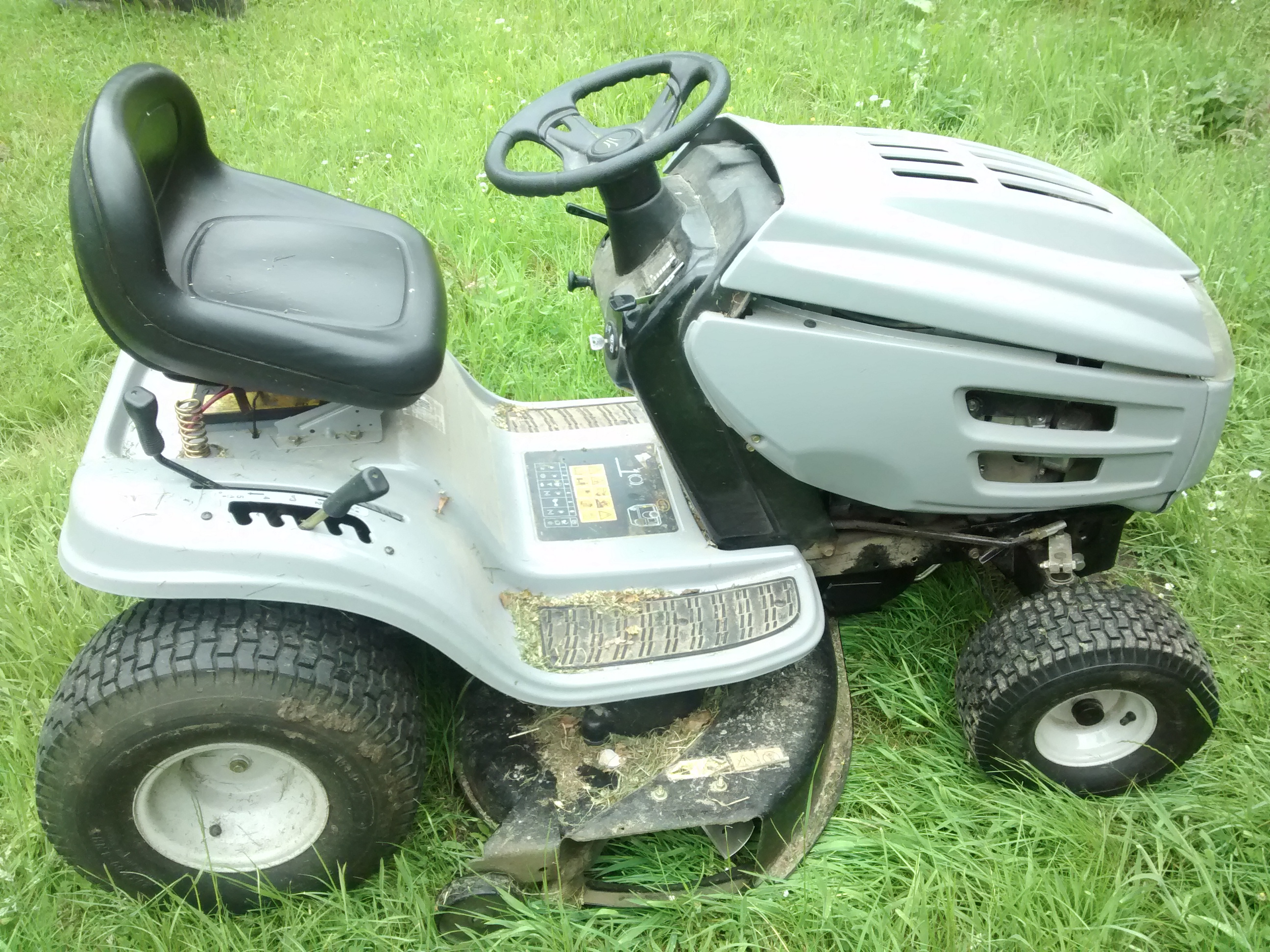
Talladora de gespa tipus minitractor.

### Tractors
Amb el temps els tallagespes han evolucionat i adoptat nombroses formes i dissenys adequant-se a les necessitats. Un pas més enllà del tallagespa manual, o el de fulles motoritzades, on en tots dos casos cal que un usuari empenyi la màquina a peu, es tenen els tractors tallagespa amb fulles rotatives. Els minitractors s'ofereixen en una àmplia gamma de mides, amb motors de 8 a 30 CV (6-22 kW), que no només mou el rotor de les fulles sinó que permet transportar un conductor. Aquest tipus de tallagespa té amples de tall 80-180 cm i està especialment pensat per a grans extensions de gespa (parcs, camps d'esports, etc.).

### Robots
Són aquells que aprofiten la tecnologia recent perquè no hàgim d'intervenir en cap moment al tall de la gespa. Es programa d'una manera força senzilla i es deixa que faci la feina ell sol. Funcionen mitjançant sensors i fins i tot arribar a fer passades de manera lineal, progressiva i ordenada. Són impulsades per motor elèctric alimentat per un acumulador.

#### Robots tallagespa
Els robot s'assemblen a les aspiradores robotitzades. En acció, és gairebé com veure un Roomba corrent al voltant de la seva gespa, ordenant les coses. Tot i això, quan es tracta del que hi ha dins (mecanisme), les coses no podrien ser més diferents.
Tots els tallagespes usen un motor que funciona amb bateries amb fulles de tall, una estació base alimentada per corrent altern, cable perimetral i sensors que eviten que surtin de la seva propietat o surtin al carrer. Amb un extrem del cable del perímetre connectat a un terminal a l'estació base, el cable es col·loca al llarg de la vora de la gespa i es manté al seu lloc utilitzant estaques similars a les que es fan servir per armar una tenda de campanya. L'altre extrem del cable s'acaba a l'estació base i està connectat al segon terminal. La base no només carrega el tallagespa, sinó que també proporciona una càrrega elèctrica al cable. Els sensors a la podadora usen el cable carregat per guiar-lo al llarg dels límits i tornar a la base quan es talla la gespa o quan la bateria necessita recarregar-se.

## Problemes de seguretat
Els tallagespes rotatius poden llençar runes amb una velocitat i energia extremes. A més, les fulles d'una talladora de gespa autopropulsada (de benzina o elèctrica) poden lesionar un usuari descuidat o distret; en conseqüència, molts vénen equipats amb un interruptor d'home mort per desactivar immediatament la rotació de la fulla quan l'usuari ja no sosté el mànec. Als Estats Units, més de 12 000 persones per any són hospitalitzades com a resultat d'accidents amb talladores de gespa. El 2016, 86.000 adults i 4.500 nens van passar per la sala d'emergències per lesions causades per tallagespes. La gran majoria d'aquestes lesions es poden prevenir fent servir calçat protector en tallar la gespa. L'Acadèmia Nord-americana de Pediatria recomana que els nens tinguin almenys 12 anys abans que se'ls permeti utilitzar una talladora de gespa manual i almenys 16 anys abans d'usar una talladora de gespa i que "no han d'operar la gespa" amb tallagespes fins que hagin mostrat els nivells necessaris de judici, força, coordinació i maduresa". Les persones que utilitzin una talladora de gespa han d'usar calçat pesant, protecció per als ulls i protecció per a les orelles en el cas de talladores de gespa amb motor.

## Impacte ambiental i ocupacional

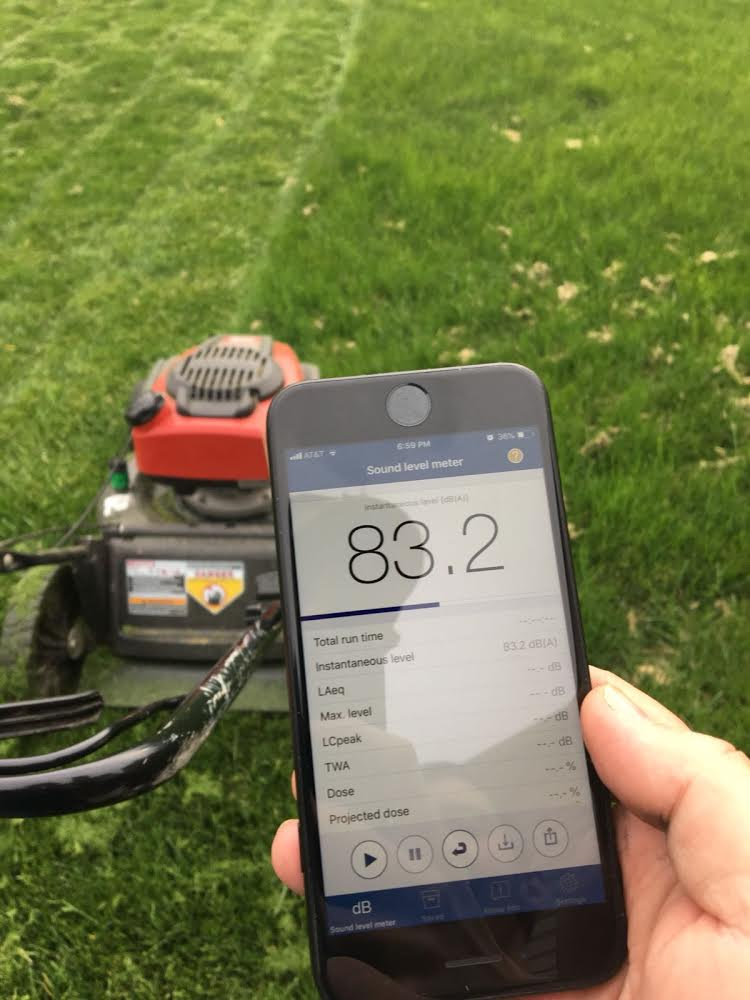
Nivell de soroll d'una talladora de gespa mesurada amb l'aplicació NIOSH Sound Level Meter

Un estudi de 2001 va mostrar que alguns tallagespes produeixen la mateixa quantitat de contaminació (emissions diferents de diòxid de carboni) en una hora que conduir un vehicle model de 1992 durant 1.050 quilòmetres. Una altra estimació situa la quantitat de contaminació d'una talladora de gespa quatre vegades la quantitat d'un automòbil per hora, encara que aquest informe ja no està disponible. A partir del 2011, l'Agència de Protecció Ambiental dels Estats Units va establir estàndards per a les emissions d'equips de jardineria i espera una reducció d'almenys un 35 per cent.
Les talladores de gespa produeixen emissions de GEH. Es recomana una pràctica de maneig de la gespa de manteniment mínim amb reciclatge de retallades i reg i sega mínims per mitigar els efectes de l'escalfament global del sistema de gespa urbana.
Els tallagespes poden crear contaminació acústica, i podria causar pèrdua d'audició si es fa servir sense protecció auditiva durant períodes prolongats. Les talladores de gespa també presenten un risc auditiu ocupacional per a gairebé 1 milió de persones que treballen al servei de jardineria i manteniment de terrenys. Un estudi va avaluar l'exposició al soroll ocupacional entre els jardiners a diverses universitats públiques de Carolina del Nord i va trobar nivells de soroll de les talladores de gespa d'empenta mesurats entre 86 i 95 decibels (amb ponderació A) i de les talladores de gespa muntades entre 88 i 96 dB(A); ambdós tipus van excedir el límit d'exposició recomanat de l'Institut Nacional per a la Seguretat i Salut Ocupacional (NIOSH) de 85 dB(A).
El risc de pèrdua d'audició i contaminació acústica es pot reduir mitjançant l'ús de tallagespes a bateria o protecció auditiva com a taps per a les orelles o orelleres.
És possible que un tallagespa malmeti el terra subjacent, les arrels de la gespa i el propi tallagespa si les fulles tallen la gespa i xoquen amb el terra subjacent. Per tant, és important ajustar l'alçada del tallagespa correctament i triar els pneumàtics adequats per a un tallagespa per evitar marques o excavacions.

## Comparativa entre tipus de tallagespa
Escollir el tallagespa ideal depèn de diversos factors com la mida del jardí, la freqüència d’ús i el pressupost. Aquesta taula comparativa t’ajudarà a identificar quin s’adapta millor a les teves necessitats:
| Tipus de tallagespa  | Superfície recomanada | Font d’energia         | Manteniment | Nivell de soroll | Preu aproximat |
| -------------------- | --------------------- | ---------------------- | ----------- | ---------------- | -------------- |
| Manual               | Fins a 200 m²         | Força humana           | Baix        | Molt baix        | Baix           |
| Elèctric amb cable   | Fins a 500 m²         | Electricitat (endoll)  | Baix        | Mitjà            | Baix           |
| Elèctric amb bateria | Fins a 800 m²         | Bateria recarregable   | Baix-mitjà  | Baix             | Mitjà          |
| De gasolina          | Fins a 1.500 m²       | Gasolina               | Alt         | Alt              | Mitjà-alt      |
| Tractor tallagespa   | Més de 2.000 m²       | Gasolina/Dièsel        | Alt         | Alt              | Alt            |
| Robot tallagespa     | Fins a 2.000 m²       | Bateria + estació base | Molt baix   | Molt baix        | Alt            |

## Manteniment i cura del tallagespa
Per allargar la vida útil del teu tallagespa i garantir un tall eficient, és essencial fer un manteniment bàsic de manera regular. Aquí tens alguns consells útils:
- Afilat de ganivetes: Cada 20-30 usos, segons el tipus d’herba i el terreny. Una fulla esmolada fa un tall net, mentre que una de desgastada pot malmetre el gespat.
- Neteja del xassís: Després de cada ús, retira restes d’herba humida o fang per evitar l’oxidació i embussos.
- Manteniment del motor: Als models de gasolina, cal canviar l’oli cada temporada i revisar el filtre d’aire.
- Bateries: En models elèctrics amb bateria, evita que es descarreguin completament. Emmagatzema’l en un lloc sec i fresc.
- Emmagatzematge hivernal: Buida el dipòsit de combustible o utilitza un estabilitzador. Guarda’l sempre sota cobert.

## Marques recomanades i models populars
Avui dia hi ha moltes marques de tallagespes al mercat, però algunes destaquen per la seva qualitat, fiabilitat i innovació. A continuació, et presentem algunes de les més recomanades:
- Husqvarna: Reconeguda per la seva durabilitat i potència. Especialment bona en models de gasolina i robots d’alta gamma.
- Einhell: Marca alemanya molt destacada en tallagespes elèctrics amb bateria. Ideal per a ús domèstic.
- Bosch: Perfecta per a jardins petits i mitjans. Línia elèctrica lleugera i fàcil d’utilitzar.
- Makita: Equips robustos i de gamma professional.
- Black+Decker: Bona opció per a usuaris ocasionals. Preus competitius i bon rendiment.
- Greencut: Marca econòmica amb models de gasolina eficients per a superfícies mitjanes.
- Honda: Alta qualitat i motors molt resistents, encara que a un preu una mica més elevat.

## Tendències tecnològiques i sostenibilitat
El món dels tallagespes ha evolucionat molt en els darrers anys, amb noves tecnologies que faciliten el manteniment del jardí i redueixen l’impacte ambiental:
- Connectivitat intel·ligent: Alguns models robots i tractors ja incorporen Wi-Fi o Bluetooth per controlar-los des del mòbil.
- Sensors intel·ligents: Els robots més avançats detecten zones tallades o amb herba densa per optimitzar el recorregut i estalviar energia.
- Motors brushless (sense escombretes): Més eficients, silenciosos i amb menys manteniment.
- Energia solar i bateries intercanviables: Alguns robots ja incorporen plaques solars auxiliars o sistemes de bateria recarregable i reemplaçable.
- Materials reciclables: Les marques comencen a apostar per estructures amb plàstics reciclats i embalatges sostenibles.

## Per a més informació
- Halford, David G. Old Lawn Mowers.  Shire Publications Ltd., 1999.

- Halford, David G. (1999). Old Lawn Mowers. Shire Publications Ltd.
- ExpertosEnJardinería (2025). Desbrozadora: tu aliada en el jardín.